# Марьинский сельский округ (Сергиево-Посадский район)
Марьинский сельский округ — упразднённая административно-территориальная единица, существовавшая на территории Сергиево-Посадского района Московской области в 1994—2006 годах.
Каменский сельсовет был образован 14 июня 1954 года в составе Загорского района Московской области путём объединения Ерёминского и Соснинского с/с.
1 февраля 1963 года Загорский район был упразднён и Каменский с/с вошёл в Мытищинский сельский район. 11 января 1965 года Каменский с/с был возвращён в восстановленный Загорский район.
2 декабря 1976 года к Каменскому с/с был присоединён Марьинский с/с. Одновременно посёлок дома отдыха «Загорские Дали» был передан из Каменского с/с в Мишутинский.
30 мая 1978 года в Каменском с/с были упразднены селения Горшково и Натальино.
27 августа 1990 года Каменский с/с был переименован в Марьинский сельсовет.
16 сентября 1991 года Загорский район был переименован в Сергиево-Посадский.
3 февраля 1994 года Марьинский с/с был преобразован в Марьинский сельский округ.
В ходе муниципальной реформы 2005 года Марьинский сельский округ прекратил своё существование как муниципальная единица. При этом его населённые пункты были переданы частью в сельское поселение Васильевское, а частью — в сельское поселение Шеметовское.
29 ноября 2006 года Марьинский сельский округ исключён из учётных данных административно-территориальных и территориальных единиц Московской области.